# Liste der Olympiasieger im Handball/Medaillengewinnerinnen
Diese Liste ist Teil der Liste der Olympiasieger im Handball. Sie listet alle Sieger, zweit- und drittplatzierten Mannschaften mit dem vollständigen Kader der bisherigen olympischen Handballturniere der Frauen auf.

## Wettbewerbe
| Olympia | Gold | Silber | Bronze |
| ------- | --- | --- | --- |
| 1976    | SowjetunionAldona Česaitytė Nina Lobowa Ljudmyla Pantschuk Laryssa Karlowa Natalija Scherstjuk Rafiga Schabanowa Ljubow Bereschnaja Sinajida Turtschyna Tatjana Makarez Maryja Lytoschenko Ljudmyla Bobrus Tetjana Hluschtschenko Ljudmila Schubina Halyna Sacharowa                 | DDRHannelore Zober Gabriele Badorek Evelyn Matz Roswitha Krause Christina Rost Petra Uhlig Christina Voß Liane Michaelis Silvia Siefert Marion Tietz Kristina Richter-Hochmuth Eva Paskuy Waltraud Kretzschmar Hannelore Burosch                                                | UngarnÁgota Bujdosó Mária Megyeri Borbála Tóth Harsányi Katalin Laki Amália Sterbinszky Ilona Nagy Klára Csík Rozália Lelkes Mária Vadász Erzsébet Neméth Éva Angyal Mária Berzsenyi Marianna Nagy Zsuzsanna Kézi                                                                 |
| 1980    | SowjetunionNatalija Scherstjuk-Tymoschkina Ljubow Odynokowa Sinajida Turtschyna Tatjana Kotscherhyna Ljudmyla Poradnyk Laryssa Karlowa Aldona Nenėnienė Iryna Paltschykowa Larissa Sawkina Julija Safina Olha Subarewa Walentyna Lutajewa Sigita Mažeikaitė-Strečen                  | JugoslawienMirjana Ðurica Zorica Vojinović Biserka Višnjić Ana Titlić Radmila Savić Vesna Radović Mirjana Ognjenović Vesna Milošević Jasna Kolar-Merdan Slavica Jeremić Katica Ileš Radmila Drljača Svetlana Dašić-Kitić Svetlana Anastasovska-Obućina                          | DDRHannelore Zober Katrin Krüger Evelyn Matz Roswitha Krause Christina Rost Petra Uhlig Sabine Röther Kornelia Kunisch Claudia Wunderlich Kristina Richter Waltraud Kretzschmar Marion Tietz Birgit Heinecke Renate Rudolph                                                       |
| 1984    | JugoslawienSvetlana Anastasovska-Obućina Alenka Cuderman Svetlana Dašić-Kitić Slavica Đukić Dragica Đurić Mirjana Đurica Emilija Erčić Ljubinka Janković Jasna Kolar-Merdan Ljiljana Mugoša Svetlana Mugoša Mirjana Ognjenović Zorica Pavićević Jasna Ptujec Biserka Višnjić         | SüdkoreaHan Hwa-soo Jeong Hyoi-soon Jeung Soon-bok Kim Choon-rye Kim Kyung-soon Kim Mi-sook Kim Ok-hwa Lee Soon-ei Lee Young-ja Son Mi-na Sung Kyung-hwa Yoon Byung-soon Yoon Soo-kyung                                                                                         | Volksrepublik ChinaChen Zhen Gao Xiumin He Jianping Li Lan Liu Liping Liu Yumei Sun Xiulan Wang Linwei Wang Mingxing Wu Xingjiang Zhang Weihong Zhang Peijun Zhu Juefeng |
| 1988    | SüdkoreaHan Hyun-sook Ki Mi-sook Kim Choon-rye Kim Hyun-mi Kim Kyung-soon Lee Ki-soon Lim Mi-kyung Son Mi-na Song Ji-hyun Suk Min-hee Sung Kyung-hwa Kim Myung-soon | NorwegenVibeke Johnsen Cathrine Svendsen Heidi Sundal Hanne Hegh Hanne Hogness Karin Singstad Trine Haltvik Berit Digre Ingrid Steen Karin Pettersen Kristin Midthun Marte Eliasson Kjerstin Andersen Annette Skotvoll                                                          | SowjetunionNatalja Mitrjuk Laryssa Karlowa Switlana Mankowa Sinajida Turtschyna Olha Semenowa Marina Basanowa Natalja Morskowa Jewhenija Towstohan Natalja Rusnatschenko Olena Nemaschkalo Tatjana Dschandschgawa Natalja Anissimowa Elina Gussewa Natalja Lapizkaja Tetjana Horb |
| 1992    | SüdkoreaMoon Hyang-ja Nam Eun-young Lee Ho-youn Lee Mi-young Hong Jeong-ho Lim O-kyung Min Hye-sook Park Jeong-lim Oh Seong-ok Jang Ri-ra Kim Hwa-sook Park Kap-sook Cha Jae-kyung                                                                                                   | NorwegenMona Dahle Kristine Duvholt Siri Eftedal Hege Frøseth Susann Goksør Bjerkrheim Henriette Henriksen Hanne Hogness Karin Pettersen Tonje Sagstuen Annette Skotvoll Ingrid Steen Heidi Sundal Cathrine Svendsen Heidi Tjugum                                               | Vereintes TeamNatalja Anissimowa Marina Basanowa Swetlana Bogdanowa Galina Borsenkowa Natalja Derjugina Tatjana Dschandschgawa Tetjana Horb Elina Gussewa Ljudmila Guz Larissa Kisseljowa Natalja Morskowa Galina Onoprijenko Swetlana Prjachina                                  |
| 1996    | DänemarkAnne Dorthe Tanderup Gitte Madsen Lene Rantala Gitte Sunesen Tonje Kjærgaard Janne Kolling Susanne Munk Lauritsen Conny Hamann Anja Byrial Hansen Anette Hoffmann Heidi Astrup Tina Bøttzau Marianne Florman Anja Jul Andersen Camilla Andersen                              | SüdkoreaJo Eun-hui Han Seon-hui Hong Jeong-ho Kim Jeong-sim Kim Eun-mi Kim Jeong-mi Kim Mi-sim Kim Rang Lee Sang-eun Im O-gyeong Mun Hyang-ja Oh Seong-ok Oh Yeong-ran Park Jeong-rim                                                                                           | UngarnAnikó Meksz Beatrix Kökény Andrea Farkas Anikó Kántor Anikó Nagy Anna Szántó Beáta Hoffmann Beatrix Tóth-Győri Beáta Siti Erzsébet Kocsis Eszter Mátéfi Éva Erdős Helga Németh Ildikó Pádár Katalin Szilágyi                                                                |
| 2000    | DänemarkCamilla Andersen Karen Brødsgaard Tina Bøttzau Katrine Fruelund Maja Grønbek Anette Hoffmann-Møberg Lotte Kiærskou Tonje Kjærgaard Janne Kolling Karin Ørnhøj Mortensen Anja Nielsen Lene Rantala Christina Roslyng Rikke Schmidt Mette Vestergaard                          | UngarnBeatrix Balogh Rita Deli Ágnes Farkas Andrea Farkas Anikó Kántor Beatrix Kökény Anita Kulcsár Dóra Lőwy Anikó Nagy Ildikó Pádár Katalin Pálinger Krisztina Pigniczki Bojana Radulovics Beáta Siti Tamásné Zsémbery                                                        | NorwegenKristine Duvholt Ann-Cathrin Eriksen Susann Goksør Bjerkrheim Kjersti Grini Trine Haltvik Elisabeth Hilmo Tonje Larsen Mia Hundvin Cecilie Leganger Jeanette Nilsen Marianne Rokne Monica Sandve Birgitte Sættem Else-Marthe Sørlie Lybekk Heidi Tjugum                   |
| 2004    | DänemarkKristine Andersen Karen Brødsgaard Line Daugaard Katrine Fruelund Rikke Hørlykke Trine Jensen Lotte Kiærskou Henriette Rønde Mikkelsen Karin Ørnhøj Mortensen Louise Bager Nørgaard Rikke Schmidt Rikke Skov Camilla Thomsen Josephine Touray Mette Vestergaard              | SüdkoreaChoi Im-jeong Huh Soon-young Huh Young-sook Jang So-hee Kim Cha-youn Kim Hyun-ok Lee Gong-joo Lee Sang-eun Lim O-kyeong Moon Kyeong-ha Moon Pil-hee Myoung Bok-hee Oh Seong-ok Oh Yong-ran Woo Sun-hee                                                                  | UkraineNatalja Borissenko Hanna Burmistrowa Iryna Hontscharowa Larissa Saspa Tetjana Schynkarenko Marina Werheljuk Olena Jazenko Hanna Sjukalo Olena Radtschenko Olena Zyhyzja Halyna Markuschewska Ljudmyla Schewtschenko Natalija Ljapina Anastassija Borodina Oksana Rajchel   |
| 2008    | NorwegenRagnhild Aamodt Karoline Dyhre Breivang Marit Malm Frafjord Kari Aalvik Grimsbø Gro Hammerseng Kari Mette Johansen Tonje Larsen Katrine Lunde Haraldsen Kristine Lunde Katja Nyberg Tonje Nøstvold Linn-Kristin Riegelhuth Koren Gøril Snorroeggen Else-Marthe Sørlie Lybekk | RusslandJekaterina Andrjuschina Irina Blisnowa Jelena Dmitrijewa Anna Karejewa Jekaterina Marennikowa Jelena Poljonowa Irina Poltorazkaja Ljudmila Postnowa Oxana Romenskaja Natalja Schipilowa Marija Sidorowa Inna Suslina Emilija Turei Jana Uskowa                          | SüdkoreaAn Jung-hwa Bae Min-hee Choi Im-jeong Hong Jeong-ho Huh Soon-young Kim Cha-youn Kim Nam-sun Kim On-a Lee Min-hee Moon Pil-hee Oh Seong-ok Oh Young-ran Park Chung-hee Song Hai-rim                                                                                        |
| 2012    | NorwegenKari Aalvik Grimsbø Ida Alstad Karoline Dyhre Breivang Camilla Herrem Amanda Kurtović Linn Jørum Sulland Heidi Løke Kristine Lunde-Borgersen Katrine Lunde Haraldsen Marit Malm Frafjord Kari Mette Johansen Tonje Nøstvold Linn-Kristin Riegelhuth Koren Gøril Snorroeggen  | MontenegroSonja Barjaktarović Anđela Bulatović Katarina Bulatović Ana Đokić Marija Jovanović Milena Knežević Suzana Lazović Majda Mehmedović Radmila Miljanić Bojana Popović Jovanka Radičević Ana Radović Maja Savić Marina Vukčević                                           | SpanienMacarena Aguilar Nely Carla Alberto Jessica Alonso Vanesa Amorós Quiles Andrea Barnó Elisabeth Chávez Mihaela Ciobanu Verónica Cuadrado Patricia Elorza Beatriz Fernández Begoña Fernández Marta Mangué Carmen Martín Silvia Navarro Elisabeth Pinedo                      |
| 2016    | RusslandAnna Sedoikina Wiktorija Kalinina Tatjana Jerochina Anna Wjachirewa Marina Sudakowa Irina Blisnowa Anna Sen Jekaterina Iljina Darja Dmitrijewa Polina Kusnezowa Jekaterina Marennikowa Olga Akopjan Wladlena Bobrownikowa Wiktorija Schilinskaite Maja Petrowa               | FrankreichLaura Glauser Blandine Dancette Camille Ayglon-Saurina Allison Pineau Laurisa Landre Grâce Zaadi Amandine Leynaud Manon Houette Siraba Dembélé Chloé Bulleux Béatrice Edwige Estelle Nze Minko Gnonsiane Niombla Alexandra Lacrabère Marie Prouvensier Tamara Horacek | NorwegenKari Aalvik Grimsbø Katrine Lunde Haraldsen Camilla Herrem Sanna Solberg Nora Mørk Amanda Kurtović Marit Malm Frafjord Linn-Kristin Riegelhuth Koren Stine Bredal Oftedal Veronica Kristiansen Ida Alstad Emilie Hegh Arntzen Heidi Løke Mari Molid                       |
| 2020    | FrankreichMéline Nocandy Blandine Dancette Pauline Coatanea Chloé Valentini Allison Pineau Coralie Lassource Grâce Zaadi Amandine Leynaud Kalidiatou Niakaté Cléopâtre Darleux Océane Sercien-Ugolin Laura Flippes Béatrice Edwige Pauletta Foppa                                    | ROCAnna Sedoikina Polina Kusnezowa Polina Gorschkowa Darja Dmitrijewa Anna Sen Anna Wjachirewa Polina Wedjochina Wladlena Bobrownikowa Ksenija Makejewa Jelena Michailitschenko Olga Fomina Jekaterina Iljina Julija Managarowa Antonina Skorobogattschenko Wiktorija Kalinina  | NorwegenHenny Reistad Veronica Kristiansen Marit Malm Frafjord Stine Skogrand Nora Mørk Stine Bredal Oftedal Silje Solberg Kari Brattset Katrine Lunde Haraldsen Marit Røsberg Jacobsen Camilla Herrem Sanna Solberg Kristine Breistøl Marta Tomac Vilde Ingeborg Johansen        |
| 2024    | NorwegenMaren Nyland Aardahl Kari Brattset Dale Kristine Breistøl Thale Rushfeldt Deila Camilla Herrem Vilde Ingstad Marit Røsberg Jacobsen Veronica Kristiansen Katrine Lunde Haraldsen Nora Mørk Stine Bredal Oftedal Henny Reistad Stine Skogrand Sanna Solberg Silje Solberg     | FrankreichSarah Bouktit Cléopâtre Darleux Laura Flippes Pauletta Foppa Laura Glauser Léna Grandveau Lucie Granier Tamara Horacek Orlane Kanor Coralie Lassource Méline Nocandy Estelle Nze Minko Oriane Ondono Hatadou Sako Alicia Toublanc Chloé Valentini Grâce Zaadi         | DänemarkLouise Burgaard Helena Elver Emma Friis Anne Mette Hansen Line Haugsted Kathrine Heindahl Mie Højlund Rikke Iversen Sarah Iversen Trine Østergaard Jensen Kristina Jørgensen Michala Møller Althea Reinhardt Sandra Toft Mette Tranborg                                   |